# Rembau (Ort)
Rembau (minangkabauisch auch: Pokan Ghombau, arabisch رمباو – Jawi; chinesisch 林茂) ist eine Stadt im Daerah Rembau, im Bundesstaat Negeri Sembilan, Malaysia. Die Stadt liegt ca. 25 km südlich der Staatshauptstadt Seremban.

## Geographie
Die Stadt liegt in einem breiten Tal zwischen Hügeln im Westen und Osten (Bukit Janjut (⊙ 262 m), Bukit Bintongan (⊙ 839 m) und Bukit Lechak (⊙ 814 m).)
Etwa 7 km nordwestlich liegt Senawang, ein Vorort von Negeri Sembilan. Im Südosten ist die nächste größere Stadt Tampin.
Folgende Siedlungen (Kampung) umgeben das Stadtzentrum:
| Nordwesten: Kampung Berkat    | Norden: Kampung Chuai Kampung Sungai Siput |                             |
| Westen: Kampung Tebing Tinggi |                                            | Osten: Kampung Bintongan    |
|                               | Süden: Kampung Senama                      | Südosten: Kampung Ulu Chuai |

## Verkehr
Hauptverkehrsadern sind die 1, die von Nordwesten nach Südosten durch die Stadt führt und in welche im Ortsgebiet von Kampung Pulau Bintongan noch von Osten kommend die N 14 mündet, sowie die N 105 (Jalan Rembau-Pedas), die von Norden in die Stadt führt und dort in die 1 mündet.
Eine Eisenbahnlinie führt von Nord nach Süden durch die Stadt und verfügt über die Haltestelle Rembau Railway Station (Rembau Commuter Station). Die staatliche Eisenbahngesellschaft Keretapi Tanah Melayu Berhad (KTMB) bietet dort Fahrgelegenheiten an (code: KB16) es gibt Halte von KTM Intercity, KTM Komuter und KTM ETS.

## Bevölkerung
Die Einwohner von Rembau sind großenteils Minangkabau. Die größten Arbeitgeber sind Landwirtschaft, Handel und staatliche Behörden. Viele junge Männer treten ins Militär oder die Polizei ein. Es gibt zahlreiche Grundschulen und weiterführende Schulen (Dato' Undang Hj. Muhamad Sharip Vocational School, Sekolah Menengah Teknik (ERT)), sowie islamische Schulen (Sekolah Menengah Agama Rembau).

## Politik
Nur zwei von vier Sitzen der Negeri Sembilan State Legislative Assembly im Parlament von Malaysia (Parlimen Malaysia) werden von Rembau vergeben: Kota und Chembong.

## Religion
In der Stadt gibt es mehrere Moscheen (Surau Taman Rembau Utama, Surau Al Huda, Surau Taman Sri Rembau) und einen chinesischen Tempel (Chinese Hokkien Temple), direkt am Bahnhof.